# La Villedieu, Charente-Maritime
La Villedieu là một xã trong tỉnh Charente-Maritime trong vùng Nouvelle-Aquitaine, tây nam nước Pháp. Xã La Villedieu, Charente-Maritime nằm ở khu vực có độ cao từ 53-128 mét trên mực nước biển.